# Nicolò Zeno (jagare)
Nicolò Zeno var en av tolv jagare i Navigatori-klassen som byggdes för Regia Marina (den kungliga italienska flottan) i slutet av 1920-talet. Hon färdigställdes 1930 och deltog i andra världskriget.

## Design och beskrivning
Navigatori-klassen konstruerades som ett svar på de stora franska jagarna av Jaguar- och Guépard-klasserna. De hade en längd på 107,3 meter, en bredd på 10,2 meter och ett medeldjupgående på 3,5 meter. Deras deplacement var 1 900 ton vid standardlast och 2 580 ton vid fullast. Under krigstid bestod besättningen av 222-225 officerare och sjömän.
Navigatori-klassen drevs av två Belluzzo-ångturbiner som var och en drev en propelleraxel med hjälp av ånga från fyra Yarrowpannor. Turbinerna var konstruerade för att producera 55 000 axelhästkrafter (41 000 kW) och en hastighet på 32 knop (59 km/h) i drift, även om fartygen nådde hastigheter på 38-41 knop (70-76 km/h) under sina sjötester med lätt last. De rymde tillräckligt med brännolja för att ge dem en räckvidd på 3 800 nautiska mil (7 000 km) vid en hastighet på 18 knop (33 km/h).
Deras huvudbatteri bestod av sex 12-centimeterskanoner i tre dubbelkanontorn, ett vardera för och akter om överbyggnaden och det tredje midskepps. Luftvärnet bestod av ett par 40-millimeterskanoner i enkelfästen akter om den främre skorstenen och ett par dubbelkanonfästen för 13,2-millimeterskulsprutor. De var utrustade med sex 53,3-centimeters torpedtuber i två trippelfästen midskepps. Navigatori-klassen kunde bära 86-104 sjöminor.